# كتاب صلوات دوبروفنيك
كتاب صلوات دوبروفنيك Dubrovnik Prayer Book هو كتاب صلوات مسيحية من نوع "ليبر هورام". 
وكان هذا النوع من كتب الصلاة هو الكتاب الديني الأكثر شعبية بين العلمانيين حتى بداية القرن السابع عشر. وطُبع هذا الكتاب في أغسطس 1512 في البندقية، وطبع بالحروف الكيريلية. وكشف عن الكتاب لأول مرة للجمهور في العصر الحديث في عام 1932.